# Śniardwy
Le lac Śniardwy (jezioro Śniardwy, anciennement en allemand : Spirdingsee) est un lac de la région des lacs de Mazurie en Pologne,, le plus grand du pays.

## Géographie
Situé  dans la Voïvodie de Varmie-Mazurie, il est le plus grand lac du pays avec une superficie de 113,4 km2.
Sa longueur maximale est de 22,1 km tandis que sa largeur maximale est de 13,4 km.
Le lac compte huit îles ou îlots d'une superficie totale de 38 hectares.
La profondeur moyenne du lac Śniardwy est de 5,80 m, et sa profondeur maximale de 23,40 m,
La longueur du littoral est de 64,50 km.
Le lac Śniardwy s'est formé par le retrait de la calotte glaciaire et le drainage des eaux de crue résultant du vêlage de la glace avant le retrait du glacier.
Le glacier compte huit îles dont : Szeroki Ostrów, Czarci Ostrów, Wyspa Pajęcza, Wyspa Kaczor.
Les localités environnantes sont, entre-autres, Popielno, Głodowo, Niedźwiedzi Róg, Okartowo, Nowe Guty, Zdęgowo et Łuknajno.
Parmi les nombreux graux, deux sont considérés comme des lacs distincts : Warnołty et Seksty.
Le lac Śniardwy est relié aux lacs suivants : Tuchlin, Łuknajno, Mikołajskie, Roś, Białoławki et Tyrkło.
Il est entouré par le Canal de Mazurie qui compte de nombreuses écluses. L’ensemble  forme la région des lacs de Mazurie.